# Síntesis de textura
La síntesis de textura (del inglés texture synthesis) es el proceso de crear una imagen digital grande de una imagen digital pequeña por un algoritmo. No se trata de un engrosamiento por cambio de la resolución sino de una imitación del contenido de la imagen.

## Uso
El uso más importante de la síntesis de textura es en la elaboración de imágenes digitales. Aquí es usado para llenar huecos o para engrosar una imagen. También se puede usar para crear imágenes grandes como fondos.

## La textura
«Textura» tiene varios significados:
- En general, «textura» es un sinónimo para la estructura de una superficie. Contiene propiedades como granujosidad, contrasto y dirección de fibras.
- En gráficos 3D por computadora, una textura es una imagen que es usada como superficie para un objeto tridimensional. Le da la apariencia de materiales distintos. Usualmente, una textura es una fotografía de una verdadera textura.
- En procesamiento digital de imágenes, todas las imágenes se llaman texturas.
- La textura es un elemento visual y táctil, ya que está en todos los objetos que hay alrededor. La textura puede ser áspera, suave, rugosa, lisa, etc.

## Algoritmos
Se usan los siguientes algoritmos para la síntesis de textura: Tiling, Chaos Mosaic, Texture Growth y Quilting.

### Tiling
Tiling es la forma más simple de la síntesis de textura. La imagen original está repitiendo una textura del tamaño deseado que está creada. Los resultados son de baja calidad, repetitivos y con artefactos visuales muy desagradables, pero el algoritmo es rápido. Por eso, tiling se usa solo en situaciones en las que no importan esas desventajas; por ejemplo, para texturas lejos del espectador.
- Datos: Q658467